# Andrej Adami
Andrej Adami (jiný zápis příjmení: Adámi; latinsky Andreas Adami; cca 1737, Beluša – ?) byl slovenský lékař.
Pocházel ze zemanské rodiny Jana Adámiho a jeho manželky Zuzany. Měl dva starší bratry, Pavola (1739–1814), který se vypracoval na veterináře evropského významu, a Michala (1720–1781), který působil na císařském dvoře ve Vídni a jako historik genealog se zabýval uherskými šlechtickými rody, kromě několika genealogických prací zhotovil také maďarsko-latinsko-německý slovník a jazykovědnou příručku.
Absolvoval studium medicíny na univerzitě ve Vídni (1762), kde pravděpodobně lékařský působil i po ukončení studia. Je autorem osvícenského motivované disertace o trojí vlastnostech těla.

## Dílo
- Dissertatio inauguralis medica exhibens partem tert formularum, quam ... pro gradu Dris summisque medicinae honoribus ac privilegií legitim consequendis, publicae disquisitioni committit (Vídeň 1762)[4]